# Billy West

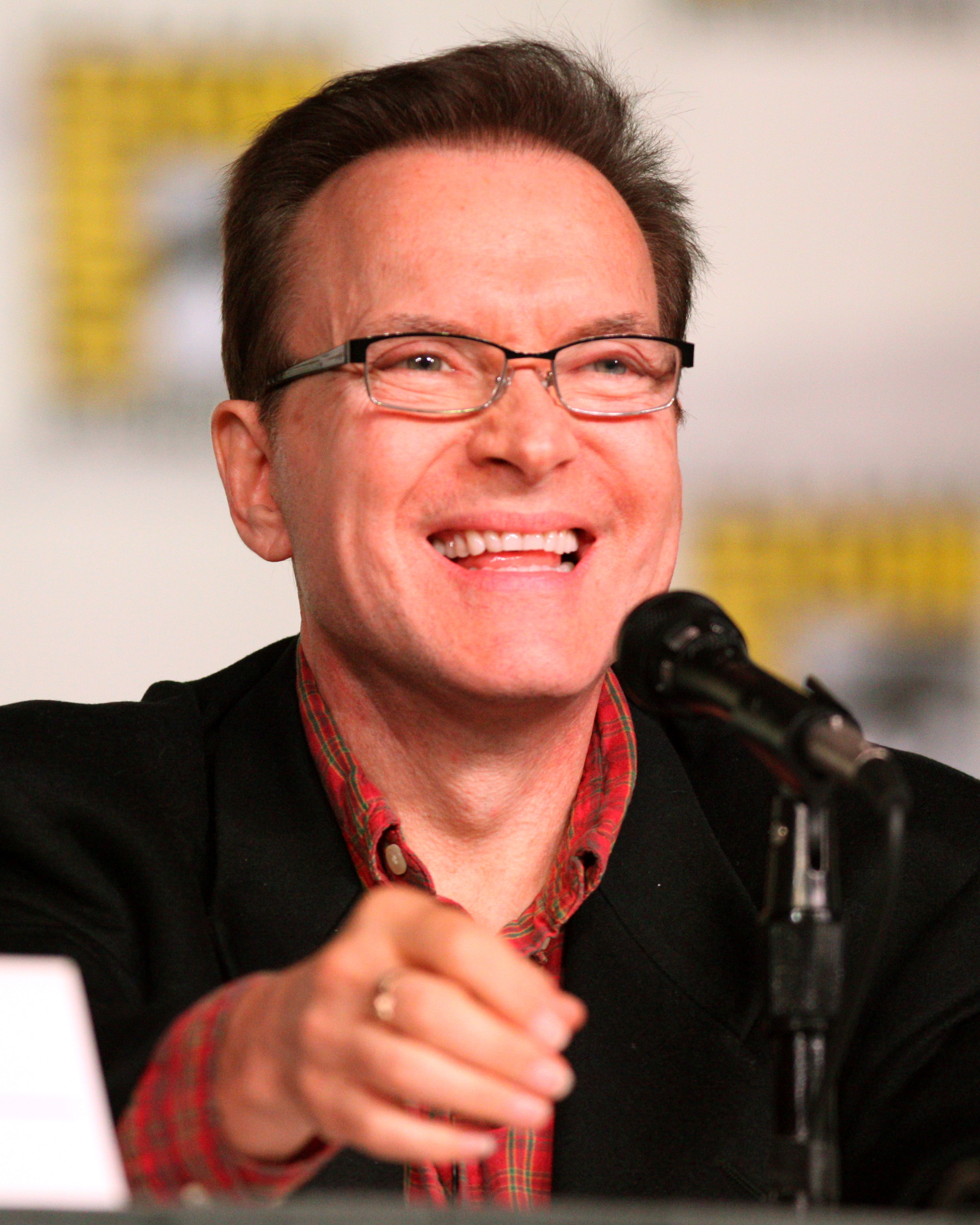
Billy West auf der San Diego Comic-Con International 2012

Billy West (* 16. April 1952 in Detroit, Michigan) ist einer der bekanntesten Sprecher für Zeichentrickserien und Filme in den USA.

## Wirken
Bevor West für das Fernsehen arbeitete, war er Teil der Howard-Stern-Show und imitierte dort bekannte Schauspieler und Politiker. Seit Ende der 1980er Jahre lieh West diversen Figuren seine Stimme. Zu den bekanntesten gehören unter anderem Philip J. Fry, Prof. Hubert J. Farnsworth, Dr. Zoidberg, Zapp Brannigan, Leo Wong, Smitty und Richard Nixon aus Futurama, Bugs Bunny, Doug, Elmer Fudd aus Space Jam und Stimpson J. Cat aus Ren & Stimpy. Er war bislang an etwa 300 verschiedenen Produktionen beteiligt.
Daneben spielt West in seiner eigenen Band namens Billy West and The Grief Councilors.